# Граматік Костянтин Анатолійович
Костянтин Анатолійович Граматік (нар. 21 травня 2000) — український футболіст, півзахисник вінницької «Ниви».

## Біографія
Вихованець ДЮСШ-11 (Одеса). З серпня 2017 року увійшов до структури одеського «Чорноморця».
Провів 8 матчів за українську національну збірну U-17 у відборі до чемпіонату Європи 2017.
21 вересня 2019 року дебютував за першу команду «моряків» в матчі чемпіонату України 2019/20 серед команд першої ліги проти клубу  МФК «Кремінь», коли він на 90-й хвилині замінив Костянтина Ярошенка.
Взимку 2021 року поповнив склад тернопільської «Ниви». За тернопільську команду зіграв 6 матчів, однак голами не відзначився. Влітку Костантин Граматік став вільним агентом і перейшов у вінницьку "Ниву".

## Статистика
| Сезон   | Клуб             | Ліга         | Чемпіонат | Чемпіонат | Кубок | Кубок | Першість дублерів | Першість дублерів |
| Сезон   | Клуб             | Ліга         | Ігри      | Голи      | Ігри  | Голи  | Ігри              | Голи              |
| ------- | ---------------- | ------------ | --------- | --------- | ----- | ----- | ----------------- | ----------------- |
| 2017/18 | «Чорноморець»    | Прем'єр-ліга | 0         | 0         | 0     | 0     | 23                | 1                 |
| 2018/19 | «Чорноморець»    | Прем'єр-ліга | 0         | 0         | 0     | 0     | 25                | 1                 |
| 2019/20 | «Чорноморець-2»  | Друга ліга   | 4         | 1         | 0     | 0     | 0                 | 0                 |
| 2019/20 | «Чорноморець»    | Перша ліга   | 4         | 0         | 0     | 0     | 0                 | 0                 |
| 2020/21 | «Нива» Тернопіль | Перша ліга   | 6         | 0         | 0     | 0     | 0                 | 0                 |
| 2021/22 | «Нива» (В)       | Друга ліга   | 9         | 0         | 0     | 0     | 0                 | 0                 |